# Robert T. Bogue
Robert Timothy Bogue (* 27. August 1964 in Minden, Nebraska) ist ein US-amerikanischer Schauspieler und Synchronsprecher.

## Leben
Er wurde als jüngster von drei Söhnen in Minden geboren, jedoch wuchs er in Hays auf. Er ging aufs Colorado College und spielte dort Basketball. Seiner Karriere begann im New York City Theater. Bekannt wurde er durch seine Rolle in der Seifenoper Springfield Story als A.C. Mullet, die er von 2005 bis 2009 spielte.
Aus seiner ersten Ehe mit Anouk Dirkse entstammen 2 Kinder. 2011 heiratete er seine Schauspielerkollegin Mandy Bruno Bogue. Sie haben zusammen ein Kind.

## Filmografie (Auswahl)

### Fernsehen
- 1999: Sex and the City (1 Folge)
- 2001: Die Sopranos (1 Folge)
- 2004: Whoopi (1 Folge)
- 2005–2009: Springfield Story (338 Folgen)
- 2012: Blue Bloods – Crime Scene New York (1 Folge)
- 2013: The Americans (1 Folge)
- 2002 & 2013: Law & Order: Special Victims Unit (2 Folgen) (unterschiedliche Rollen!)
- 2013: The Following
- 2013: Unforgettable (1 Folge)
- 2017: Homeland (1 Folge)
- 2017: Bull (1 Folge)

### Videospiele
- 2004: Red Dead Revolver
- 2009: Grand Theft Auto: The Ballad of Gay Tony
- 2010: Red Dead Redemption
- 2013: Grand Theft Auto V